# Flexanthera
Flexanthera là một chi thực vật có hoa trong họ Thiến thảo (Rubiaceae).

## Loài
Chi Flexanthera gồm các loài: